# George Kerr (atleta)
George Kerr (Maryland, Estados Unidos, 16 de octubre de 1937-Kingston, Jamaica, 15 de junio de 2002) fue un atleta que compitió con las Indias Occidentales Británicas, especializado en la prueba de 4x400 m en la que llegó a ser medallista de bronce olímpico en 1960.

## Carrera deportiva
En los JJ. OO. de Roma 1960 ganó la medalla de bronce en los relevos de 4x400 metros, con un tiempo de 3:04.0 segundos, tras Estados Unidos que con 3:02.2 s batió el récord del mundo, y Alemania, siendo sus compañeros de equipo: James Wedderburn, Keith Gardner y Malcolm Spence.
También ganó la medalla de bronce en los 800 metros, con un tiempo de 1:47.1 segundos.